# 캐딜락 카테라

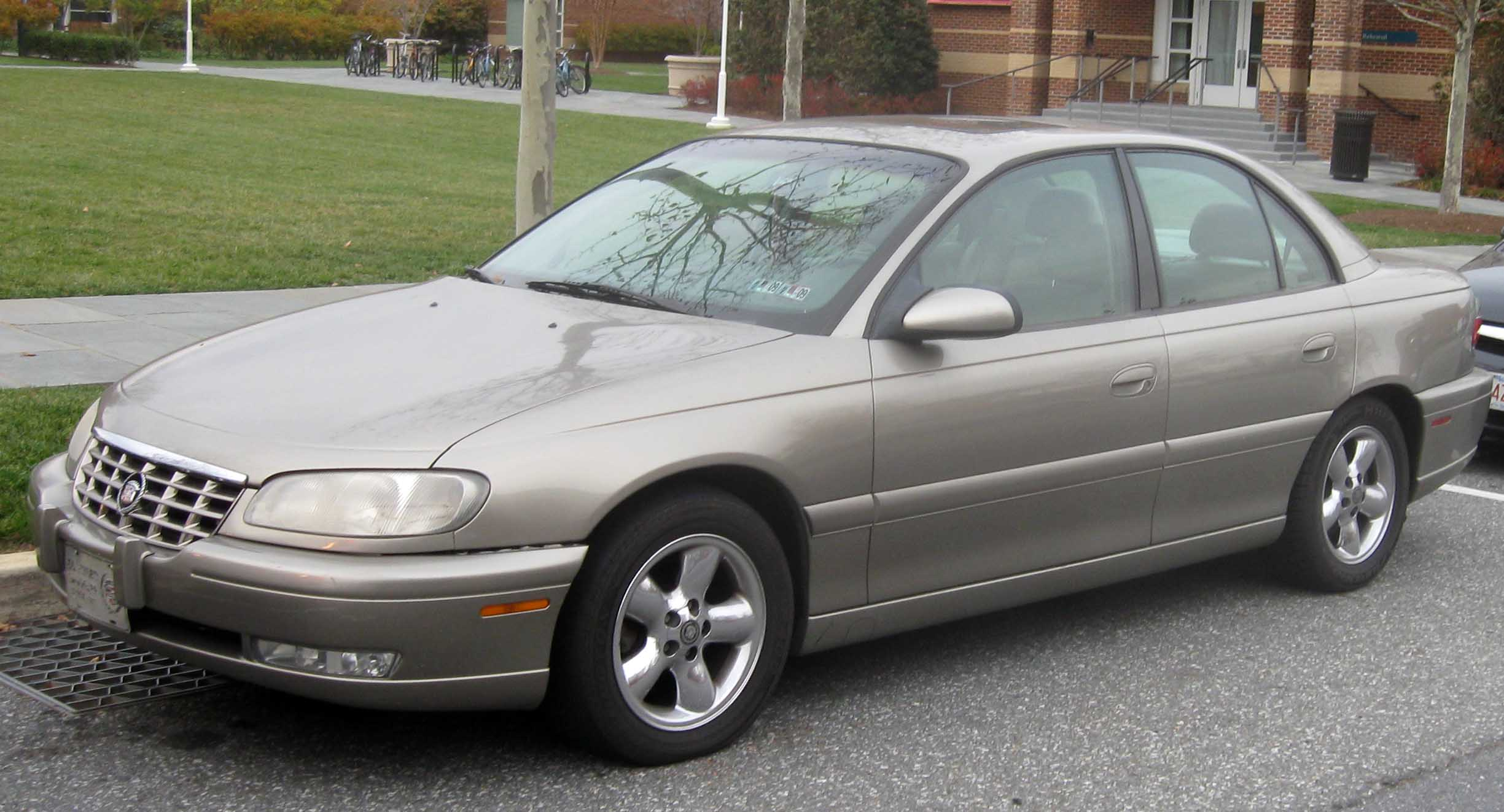
캐딜락 카테라(전기형) 정측면

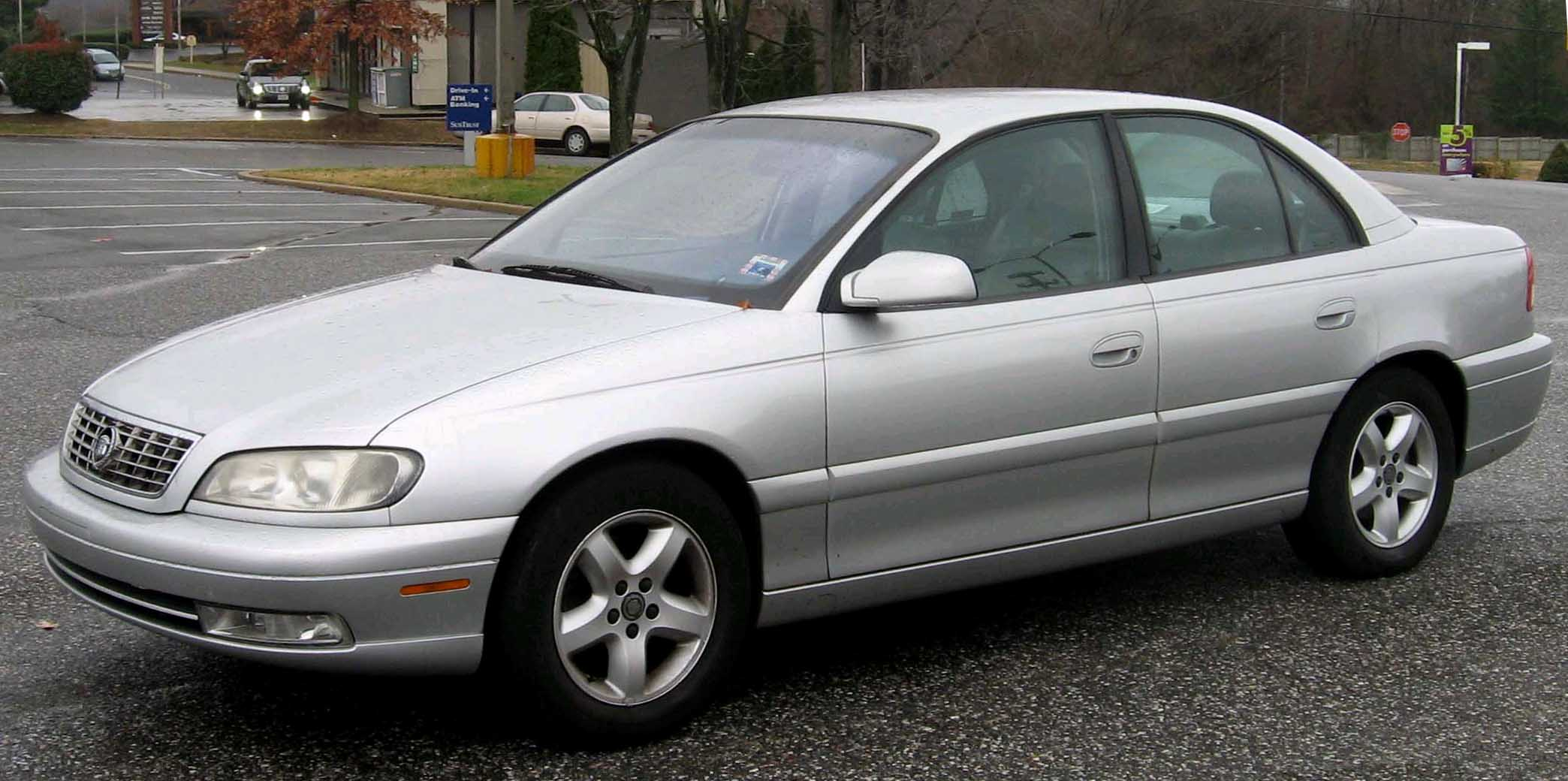
캐딜락 카테라(후기형) 정측면

캐딜락 카테라(Cadillac Catera)는 GM의 고급 브랜드인 캐딜락에서 1996년부터 2001년까지 판매한 후륜구동 승용차다. BMW 5 시리즈, 아우디 A6, 메르세데스-벤츠 E 클래스 등에 대항하기 위해 후륜구동 방식의 오펠 오메가(2세대)를 수입하여 판매했으며, 라디에이터 그릴과 범퍼, 리어램프/가니쉬 등 일부분의 디자인을 차별화했다. 미국의 안전 법규에 대응하기 위해 장비의 추가가 이뤄져 베이스가 된 오펠 오메가 B(2세대)보다 차량 중량이 200kg 가까이 늘어났고, 서스펜션도 캐딜락 고객층의 취향에 맞춰 소프트하게 세팅했다. 2000년에 페이스리프트를 거쳐 라디에이터 그릴 등의 모양이 변경됐다. 엔진은 203마력 V6 3.0리터 가솔린 엔진이 장착됐다.
그러나 미국의 안전 기준을 위한 차체 보강으로 중량이 무거워져 주행 성능이 떨어졌으며, 차량 크기가 어중간한 데다가 서스펜션을 원판인 오메가 B와 다르게 세팅했음에도 여전히 하드하다는 반응이 많아 판매 부진에 시달렸다. 결국 2001년에 단종됐고, 2002년 9월 20일에 후륜구동 플랫폼부터 새로 설계한 후속 차종인 CTS가 출시됐다.